# مائورو ساندریانی
مائورو ساندریانی (انگلیسی: Mauro Sandreani؛ زادهٔ ۲۶ سپتامبر ۱۹۵۴) بازیکن فوتبال اهل ایتالیا است.
از باشگاه‌هایی که در آن بازی کرده‌است می‌توان به باشگاه فوتبال جنوآ، باشگاه فوتبال آ.اس. رم، باشگاه فوتبال مودنا، و باشگاه فوتبال ویچنزا اشاره کرد.